# Grete Pavlousek
Grete Pavlousek, född 7 oktober 1923 i Wien, död 17 oktober 2015, var en österrikisk friidrottare. Hon deltog vid olympiska sommarspelen 1948.